# مرگ‌ها در ژانویه ۲۰۲۰
مرگ‌ها در ژانویه ۲۰۲۰ آنچه در پی می‌آید فهرست افراد سرشناسی است که در ژانویه ۲۰۲۰ درگذشته‌اند.
- در هر عنوان به‌ترتیب نام شخص، سن، دلیل سرشناسی، ملیت، علت مرگ، و منبع آمده‌است.

## ژانویه

جان بالدساری

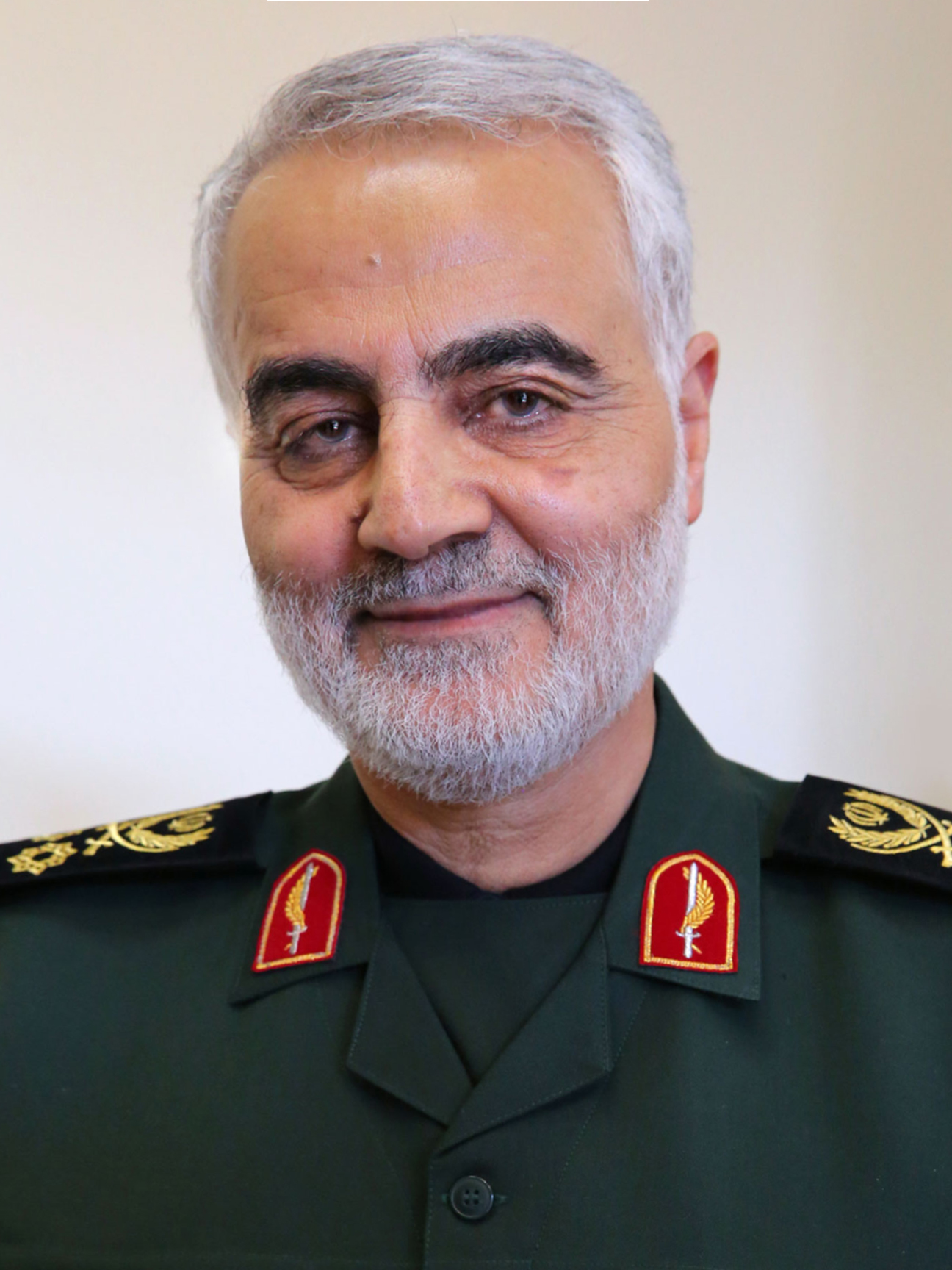
قاسم سلیمانی

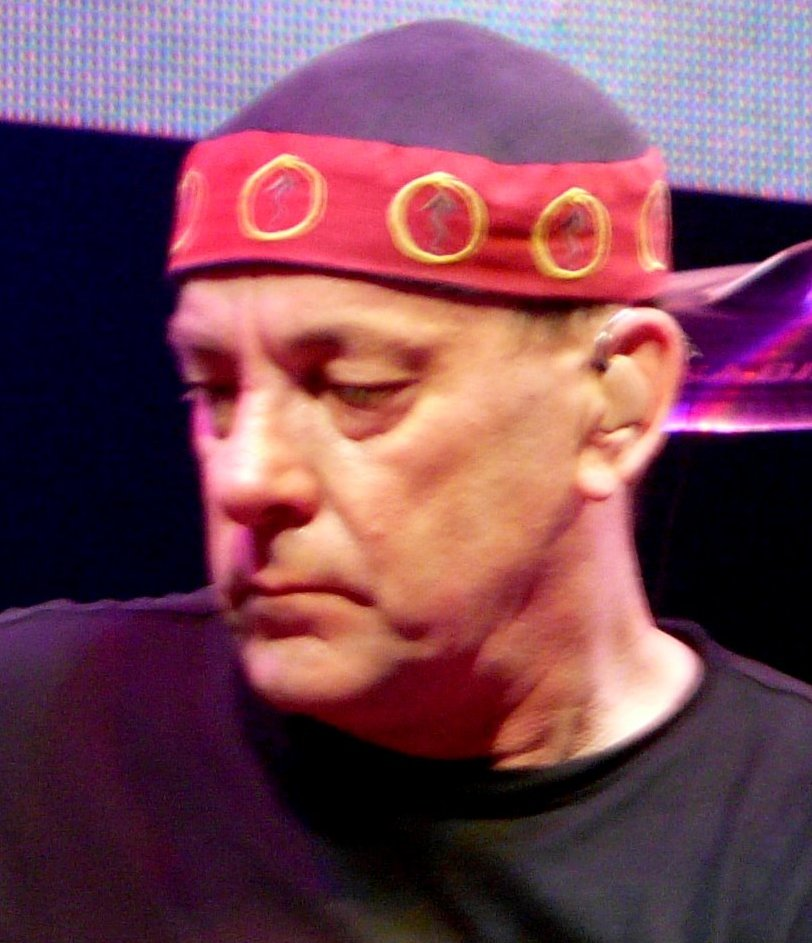
نیل پیرت

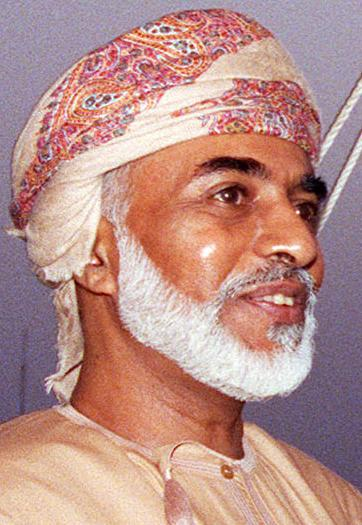
قابوس بن سعید

نوری کسرایی

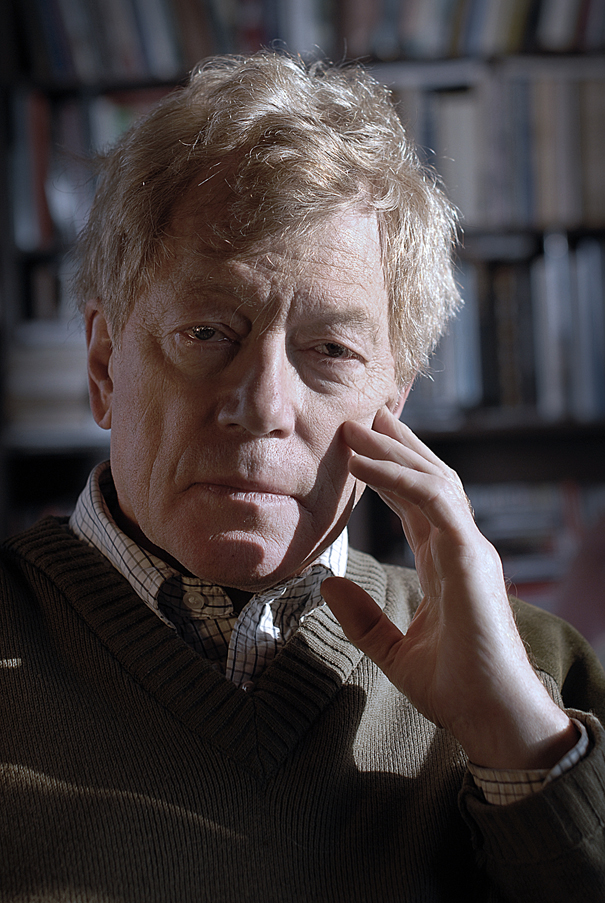
راجر اسکروتن

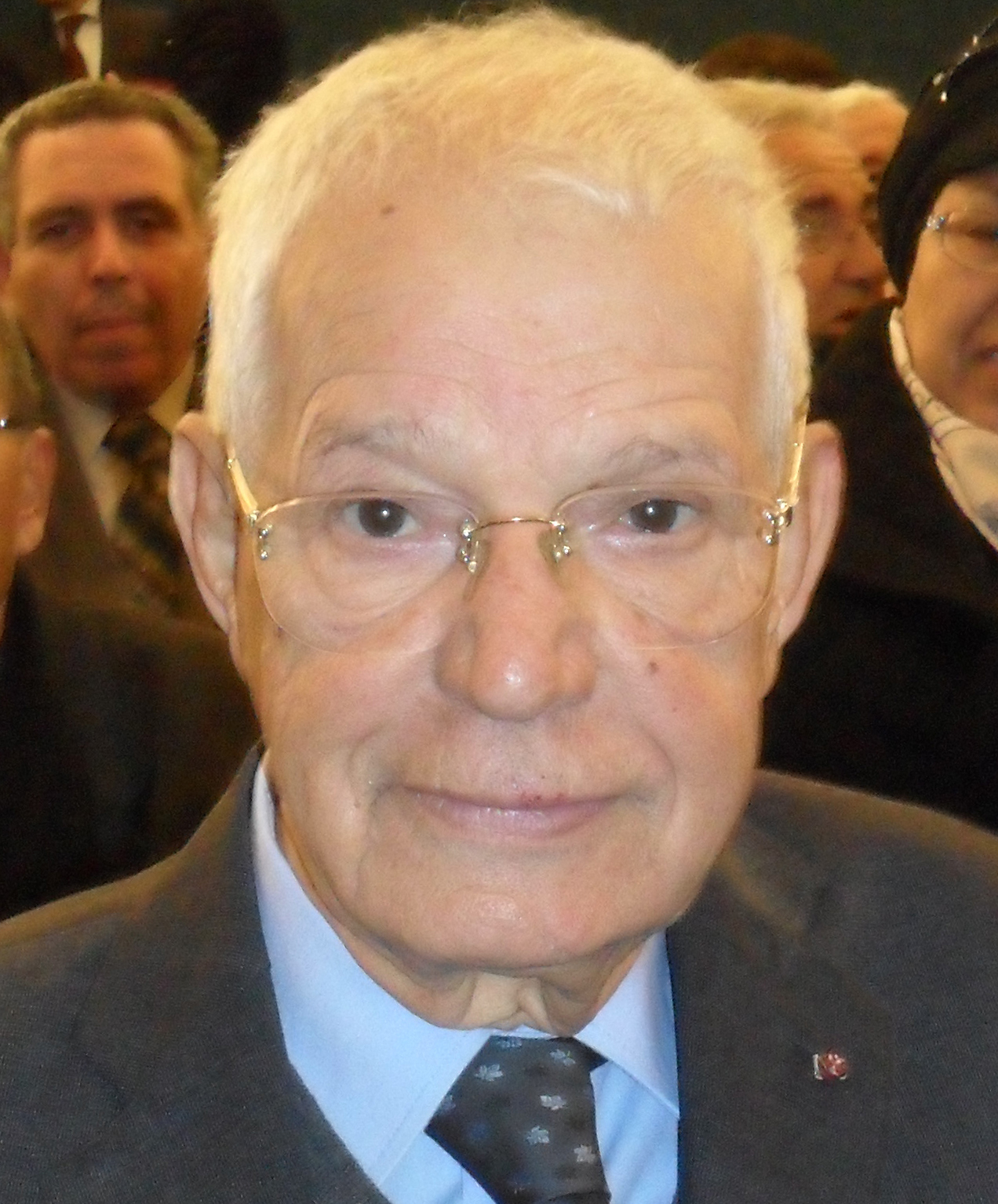
هادی بکوش

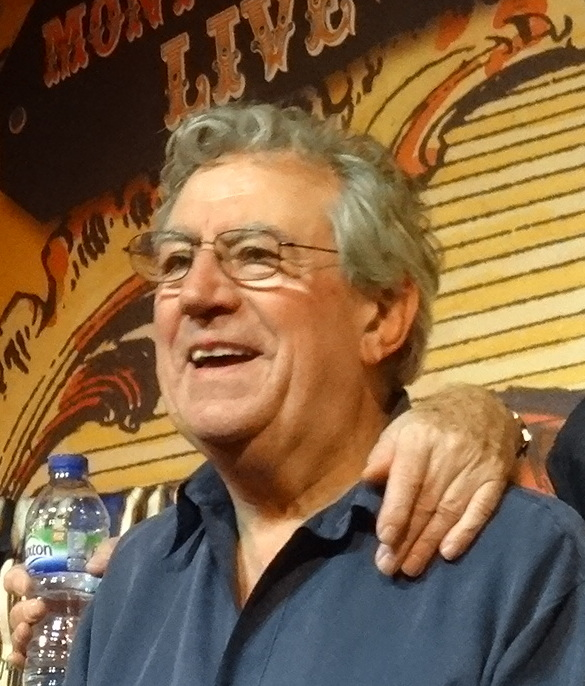
تری جونز

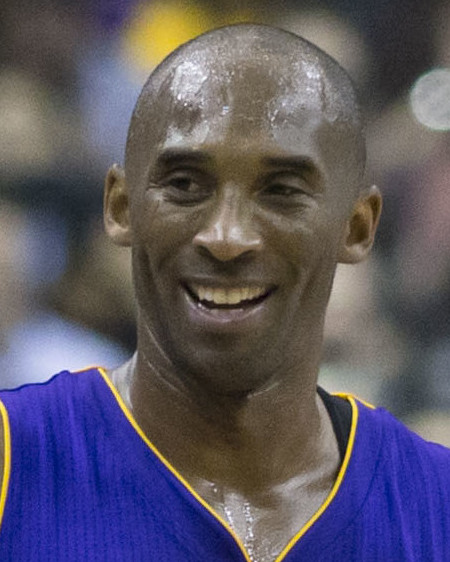
کوبی برایانت

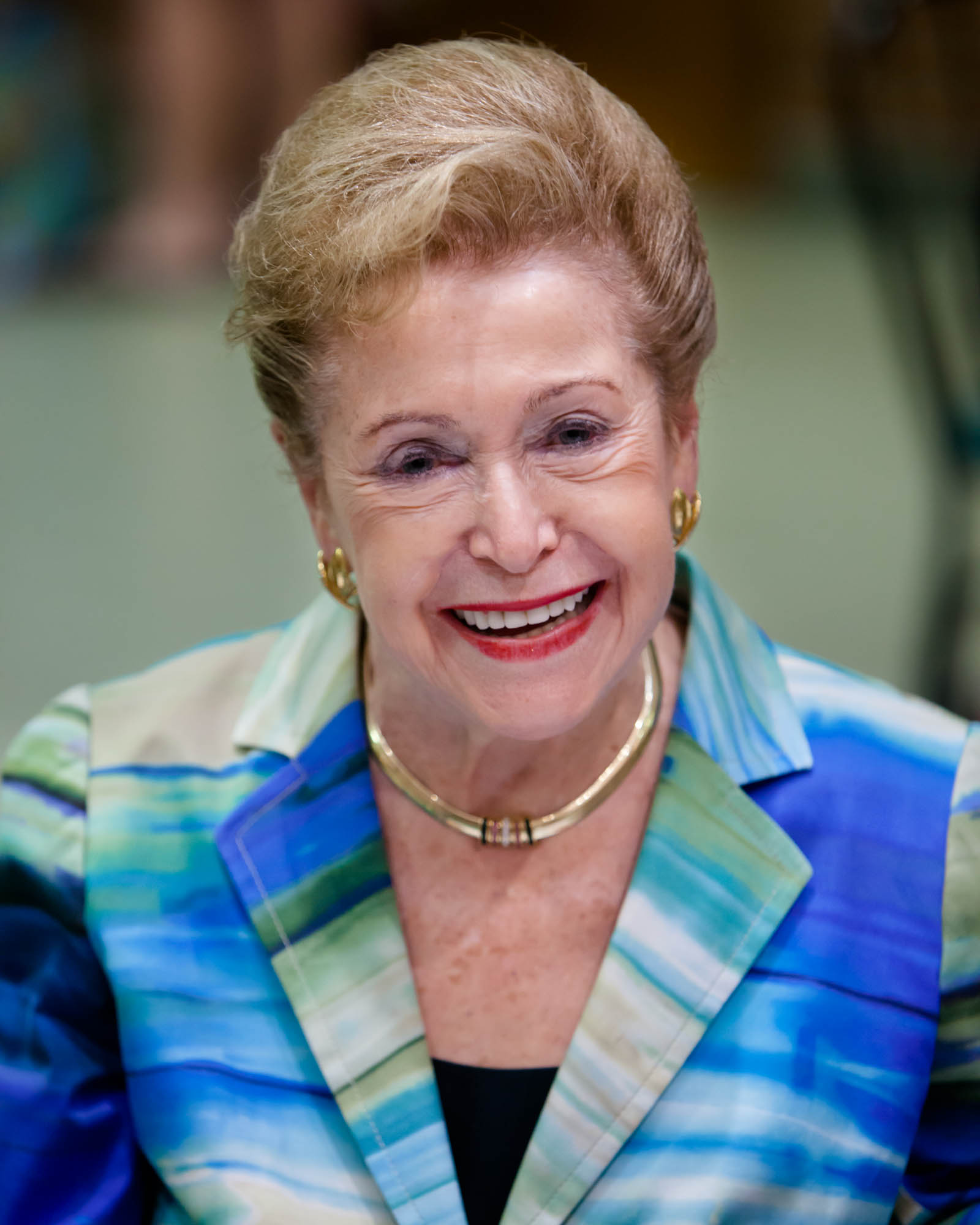
مری هیگینز کلارک

### ۱
- محمد آصف جلالی، ۶۳، طنزپرداز، مجری اهل افغانستان.
- لکسی الیجی، ۲۱، رپر، اهل ایالات متحده آمریکا.[۱]
- دیوید استرن، ۷۷، کارآفرین و وکیل آمریکایی.[۲]
- سیلوا زورلوا، ۶۱، روزنامه‌نگار اهل بلغارستان بر اثر سکته قلبی.[۳]
- دیک اسکات، ۹۶، روزنامه‌نگار و تاریخ‌نگار، اهل نیوزیلند.[۴]

### ۲
- جان بالدساری، ۸۸، معمار، عکاس، نقاش، و تصویرگر اهل ایالات متحده آمریکا.[۵]

### ۳
- درک آکورا، ۵۱، واسطه روحی، هنرپیشه، و بازیکن فوتبال اهل بریتانیا، بر اثر سپتیسمی.[۶]
- ابومهدی المهندس، ۶۵، رئیس و فرمانده میدانی شبه‌نظامیان حشد شعبی.
- قاسم سلیمانی، ۶۲، فرمانده سپاه قدس جمهوری اسلامی ایران.

### ۴
- جک بالدوین، ۸۱، شیمی‌دان اهل بریتانیا.[۷]
- هربرت بینکرت، ۹۶، بازیکن فوتبال و سرمربی فوتبال اهل آلمان.[۸]
- تام لانگ، ۵۱، بازیگر تئاتر، سینما و تلویزیون اهل استرالیا، بر اثر انسفالیت.[۹]

### ۵
- جیمز باربر، ۷۹، زیست‌شیمی اهل بریتانیا.[۱۰]
- هانس تیلکوفسکی، ۸۴، بازیکن و مربی فوتبال اهل آلمان.[۱۱]

### ۶
- ریا ایراوان، ۵۰، هنرپیشه اهل اندونزی، بر اثر لنفوم.[۱۲]
- مایک فیتزپاتریک، ۵۶، سیاست‌مدار آمریکایی و نمایندهٔ حوزه انتخابیه هشتم پنسیلوانیا از حزب جمهوری‌خواه در مجلس نمایندگان ایالات متحده آمریکا بر اثر ملانوما.[۱۳]

### ۷
- خمیس الدوساری، ۴۶، بازیکن فوتبال اهل عربستان سعودی، بر اثر تومور مغزی.[۱۴]
- الیزابت ورتزل، ۵۲، پدیدآور، روزنامه‌نگار، وکیل اهل ایالات متحده آمریکا، بر اثر متاستاز ناشی از سرطان پستان.[۱۵]
- سیلویو هورتا، ۴۵، تهیه‌کننده تلویزیونی، و فیلم‌نامه‌نویس اهل ایالات متحده آمریکا، خودکشی با شلیک گلوله.[۱۶]
- نیل پیرت، ۶۸، موسیقی‌دان اهل کانادا بر اثر گلیوبلاستوما.[۱۷]

### ۸
- اد برنز، ۸۶، هنرپیشه اهل ایالات متحده آمریکا.[۱۸]
- باک هنری، ۸۹، هنرپیشه، فیلم‌نامه‌نویس، و کارگردان اهل ایالات متحده آمریکا، بر اثر سکته قلبی.[۱۹]

### ۹
- ایوان پاسر، ۸۶، کارگردان و فیلم‌نامه‌نویس اهل جمهوری چک.[۲۰]

### ۱۰
- گویدو مسینا، ۸۹، دوچرخه‌سوار اهل ایتالیا.[۲۱]
- قابوس بن سعید، ۷۹، سلطان عمان، سلطان (پس از ۱۹۷۰)، بر اثر سرطان روده بزرگ.[۲۲]

### ۱۱
- استن کیرش، ۵۱، هنرپیشه و کارگردان اهل ایالات متحده آمریکا، بر اثر خودکشی با حلق‌آویز کردن.[۲۳]
- نوری کسرایی، ۶۸، هنرپیشه اهل ایران، بر اثر کهولت سن (منابع غیررسمی)[۲۴]

### ۱۲
- راجر اسکروتن، ۷۵، نویسنده و فیلسوف اهل بریتانیا، بر اثر سرطان.[۲۵]

### ۱۳
- موریس موشرو، ۸۶، دوچرخه‌سوار اهل فرانسه.[۲۶]

### ۱۴
- جک کهو، ۸۵، هنرپیشه اهل ایالات متحده آمریکا.[۲۷]

### ۱۵
- برونو نتل، ۸۹، موسیقی‌شناسی قومی اهل چکسلواکی.[۲۸]
- کریستوفر تالکین، ۹۵، ویراستاری و رمان‌نویس اهل بریتانیا.[۲۹]

### ۱۶
- ماجده الصباحی، ۸۸، هنرپیشه، تهیه‌کننده فیلم اهل مصر.[۳۰]

### ۱۷
- پیترو آناستاسی، ۷۱، بازیکن فوتبال و مهاجم اهل ایتالیا، بر اثر سرطان.[۳۱]
- درک فولدز، ۸۲، هنرپیشه اهل بریتانیا.[۳۲]

### ۱۸
- ماریو برگاماسکی، ۹۱، بازیکن فوتبال (تیم ملی فوتبال ایتالیا، باشگاه فوتبال آ.ث. میلان و باشگاه فوتبال سمپدوریا) اهل ایتالیا.[۳۳]

### ۱۹
- شین کیوک-هو، ۹۸، کارآفرین، بازرگان و مدیر عامل اجرایی ژاپنی کره‌ای‌تبار شرکت لوته.[۳۴]

### ۲۰
- جو شیشیدو، ۸۶، هنرپیشه اهل ژاپن.[۳۵]

### ۲۱
- هادی بکوش، ۹۰، سیاستمدار اهل تونس، نخست‌وزیر (۱۹۸۷–۱۹۸۹).[۳۶]
- تری جونز، ۷۷، هنرپیشه و کارگردان اهل ولز.[۳۷]
- تنگیز سیگوا، ۸۵، سیاستمدار اهل گرجستان، نخست‌وزیر (۱۹۹۲–۱۹۹۳).[۳۸]
- تئودور واگنر، ۹۲، بازیکن فوتبال اهل اتریش.[۳۹]

### ۲۳
- فردریک بلنتاین، ۸۳، سیاستمدار اهل سنت وینسنت و گرنادین‌ها، فرماندار کل (۲۰۰۲–۲۰۱۹).[۴۰]
- گودرون پازوانگ، ۹۱، نویسنده اهل آلمان.[۴۱]
- جیم لهرر، ۸۵، روزنامه‌نگار و رمان‌نویس اهل ایالات متحده آمریکا.[۴۲]

### ۲۴
- خوان خوزه پیزوتی، ۹۲، بازیکن فوتبال و مربی اهل آرژانتین.[۴۳]
- راب رنسنبرینک، ۷۲، بازیکن فوتبال اهل هلند.[۴۴]

### ۲۶
- کوبی برایانت، ۴۱، بازیکن بسکتبال اهل ایالات متحده آمریکا در اثر سقوط هلیکوپتر.[۴۵]
- جک برنز، ۸۶، هنرپیشه و کمدین اهل ایالات متحده آمریکا.[۴۶]
- لوسی جارویس، ۱۰۲، تهیه‌کننده تلویزیونی اهل ایالات متحده آمریکا.[۴۷]

### ۲۷
- لینا بن مهنی، ۳۶، کنشگری اینترنتی، وبلاگ‌نویس، استاد دانشگاه اهل تونس در اثر بیماری کلیوی.[۴۸]

### ۲۸
- نیکلاس پارسونز، ۹۶، هنرپیشه و مجری تلویزیون و رادیو اهل بریتانیا.[۴۹]
- دیان تورن، ۸۳، بازیگر و مانکن اهل ایالات متحده آمریکا.[۵۰]
- پیتر راجرز، ۸۴، کارآفرین، بازرگان و مدیر ارشد اجرایی اهل بریتانیا.[۵۱]

### ۲۹
- فرانک پرس، ۹۵، دانشمند و ژئو فیزیک‌دان اهل ایالات متحده آمریکا.[۵۲]
- قاسم الریمی، ۴۱، فرد نظامی و امیر سازمان القاعده در شبه‌جزیره عربستان اهل یمن.[۵۳]

### ۳۰
- یورن دونر، ۸۶، نویسنده، کارگردان فیلم و سیاستمدار اهل فنلاند.[۵۴]
- نلو فابری، ۸۵، دوچرخه‌سوار اهل ایتالیا.[۵۵]
- بری گیلبرت، ۸۲، مخترع اهل ایالات متحده آمریکا.[۵۶]

### ۳۱
- خالد بشاره، ۴۸، کارآفرین، بازرگان و مدیر عامل اجرایی اهل مصر.[۵۷]
- آن کاکس چمبرز، ۱۰۰، دیپلمات اهل ایالات متحده آمریکا.[۵۸]
- مری هیگینز کلارک، ۹۲، یکی از چهره‌های مطرح داستان‌نویسی آمریکا و فارغ‌التحصیل رشتهٔ فلسفه اهل ایالات متحده آمریکا.[۵۹]